# ستاد تايغر

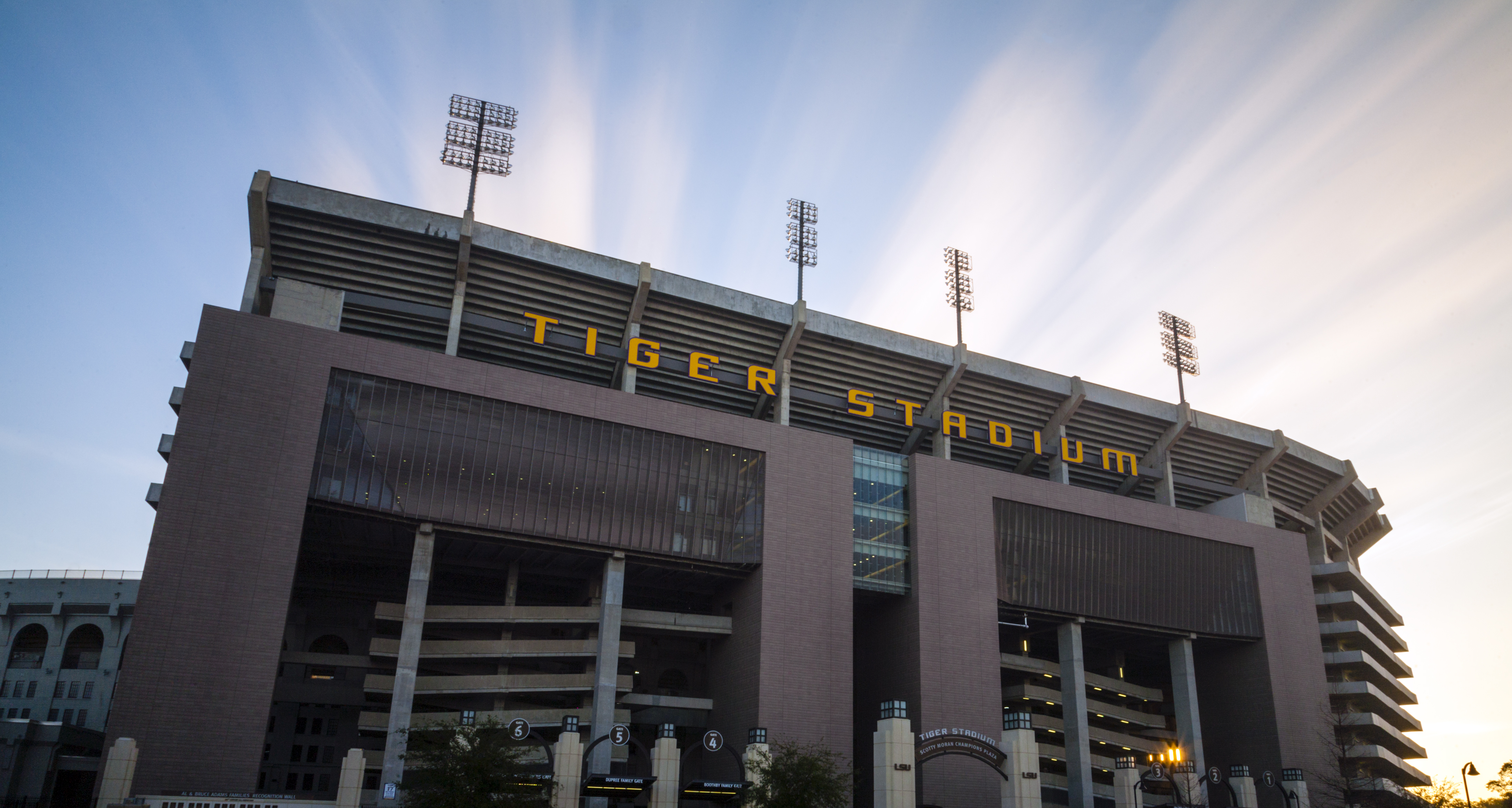

ستاد تايغر (بالإنجليزية: Tiger Stadium)‏ ويسمى أيضاً بوادي الموت هو ستاد يقع في مدينة باتون روج في ولاية لويزيانا في الولايات المتحدة، هذا الستاد هو المخصص لفريق جامعة ولاية لويزيانا إل إس يو تايغر، تم تأسيسه في سنة 1924 ويتسع حالياً ل102,321، يعتبر الستاد سادس أكبر ستادات الرابطة الوطنية لرياضة الجامعات وسابع أكبر ستاد في العالم لرياضة كرة القدم الأمريكية.